# Boleslav V. Stydlivý
Boleslav V. Stydlivý (polsky Bolesław V Wstydliwy; 21. června 1226, Stary Korczyn – 7. prosince 1279, Krakov) byl kníže krakovský (od 1243) a sandoměřský (od 1232), poslední představitel malopolské linie Piastovců.
Přídomek Stydlivý (lat. Pudicus) dostal od svých poddaných vzhledem ke slibu čistoty, který složil spolu se svou ženou sv. Kingou (Kunhutou). Vzhledem k tomu jejich manželství nikdy nebylo naplněno a pár tak zůstal bezdětný. Manželská čistota a absence manželského soužití vyplývaly z mimořádné Boleslavovy pobožnosti a umrtvování tělesných žádostí. K tomu přistupovala i úcta k matce a k ženám z jeho nejbližšího okolí. Církev blahoslavila jeho ženu Kunhutu (svatou Kunigundu), švagrovou Jolantu a sestru Salomenu.

## Život
Boleslav se narodil 21. června 1226 jako syn Leška Bílého Jméno dostal po svém předku Boleslavu Křivoústém.
Již 24. listopadu 1227 byl Lešek I. zavražděn na sjezdu piastovských knížat, zřejmě na rozkaz vévody Svatopluka II. Pomořského, jehož se snažil Lešek dostat pod svůj vliv. Do Malopolska se vrátil Vladislav III. Tenkonohý, který prosazoval svůj nárok na trůn v Krakově na základě dohod o vzájemném následnictví, které s Leškem Bílým podepsali v roce 1217. Lešek sice zanechal syna, ale tomu v té době byl zhruba jeden rok, takže vládu musel převzít někdo jiný. V této době se v Malopolsku objevil i Leškův mladší bratr Konrád I. Mazovský, který také vznesl své nároky na krakovský trůn.
Formální volba nového knížete-seniora proběhla 5. května 1228. Kandidatura Konráda Mazovského byla zamítnuta ve prospěch Vladislava III. V roce 1229 ale přece jen titul knížete-seniora získal Konrád. V roce 1232 se stal poručníkem krakovského knížete Boleslava V. Stydlivého a tím i polským seniorem Jindřich I. Bradatý. Teprve po smrti jeho nástupce Jindřicha II. v roce 1241 se v Krakově znovu dostal k moci Konrád Mazovský. O dva roky později se ovšem musel podvolit nárokům na krakovský trůn Boleslava V.
V roce 1253 se jako spojenec uherského krále Bély IV. v jeho boji proti českému králi Přemyslovi Otakaru II. zúčastnil spolu s opolským knížetem Vladislavem I., haličským knížetem Danielem a jeho synem Lvem vpádu na Opavsko.
| „                           | Daniil společně s Boleslavem přemýšlel, jak táhnout na Opavsko. Boleslav nechtěl jít, ale jeho žena pomáhala Daniilovi přesvědčováním, neboť to byla dcera uherského krále Kinga... | “ |
| — Haličsko-volyňský letopis | |   |

Města Opava a Hlubčice však odolala nepřátelskému obléhání, a tak se rusko-polská vojska spokojila s popleněním kraje a odtáhla s nepořízenou.
Během Boleslavovy vlády bylo obnoveno město Krakov, zničené v roce 1241 během mongolské invaze do Polska. Usídlili se zde v rámci Ostsiedlung především němečtí imigranti. V roce 1259 proběhl druhý tatarský vpád do Polska a Sandoměř, Krakov a další města byla plundrována. Boleslav se navíc musel vypořádat s nároky svého příbuzného Vladislava Opolského, což v roce 1273 vyústilo v ozbrojený konflikt. Vladislav byl poražen, ale prestiž titulu knížete-seniora silně utrpěla.
Boleslav neměl vlastní potomky, a tak si za nástupce zvolil Leška Černého, syna svého bratrance Kazimíra I. Kujavského.